# Licheng
Licheng (en chino, 历城区; pinyin, Lìchéng qū) es un distrito urbano bajo la administración directa de la Subprovincia de Jinan en la provincia de Shandong, República Popular China. Su área es de 1301 km² y su población total para 2019 fue superior al millón de habitantes.

## Administración
El distrito de Licheng  se divide en 21 pueblos que se administran en poblados.